# Петрово Врело
Петрово Врело је насељено мјесто у Босни и Херцеговини, у општини Гламоч, које административно припада Федерацији Босне и Херцеговине. Према попису становништва из 1991. у насељу је живјело 136 становника.

## Географија
Петрово Врело се може сврстати у крашки тип села (сеоска насеља у карсним улегнућима, крашким пољима, на странама вртача, увала, кречњачких хумова и поред јаких крашких врел). Насеље је удаљено око 3 км од општинског центра Гламоча. С обзиром да се налази близу општинског центра може се сматрати приградским насељем. Насеље се лоцирало на благим брдским косама неогених слојева који се готово таласасто и лагано обарају према барама. Oсновно занимање становништва је пољопривредна делатност (ратарство и сточарство). Насеље је полузбијеног типа, што је реткост у Гламочком пољу иако располаже релативно простарним сеоским атаром. Сеоски атар Петровог врела обухвата три природногеографске просторне целине.

## Историја
У античко доба Петрово Врело је имало функцију римске путне станице. Ту је водио римски пут ка супротном делу поља, а преко средине поља и Хомара на правцу Халапић — Исаковци. Ту је водио стари илирски пут номадских сточара. На месту Биљег (раскрсница путева за Гламоч, Петрово Врело и Ђуличан) налазио се римски миљоказ који представља растојање између два насеља.

## Становништво
| Демографија | Демографија | Демографија |
| Година      | Становника  | Становника  |
| ----------- | ----------- | ----------- |
| 1961.       | 268         |             |
| 1971.       | 223         |             |
| 1981.       | 176         |             |
| 1991.       | 136         |             |